# Вест Веро Коридор (Флорида)
Вест Веро Коридор (енгл. West Vero Corridor) насељено је место без административног статуса у америчкој савезној држави Флорида.

## Демографија
По попису из 2010. године број становника је 7.138, што је 557 (-7,2%) становника мање него 2000. године.
| Група             | 2000.         | 2010.         |
| Белци             | 7.453 (96,9%) | 6.625 (92,8%) |
| Афроамериканци    | 18 (0,2%)     | 58 (0,8%)     |
| Азијати           | 31 (0,4%)     | 42 (0,6%)     |
| Хиспаноамериканци | 162 (2,1%)    | 371 (5,2%)    |
| Укупно            | 7.695         | 7.138         |